# 1429
1429 је била проста година.

## Догађаји

### Април
- 29. април — Јованка Орлеанка, је стигла са војском у Орлеан са циљем да прекине вишемесечну енглеску опсаду.

### Мај
- 7. мај — Јованка Орлеанка је окончала опсаду Орлеана у Стогодишњем рату, предводивши последњи француски јуриш на енглеске положаје.

### Јун
- 18. јун — Француска војска, под вођством Јованке Орлеанке и војводе од Аленсона, напала и потукла у бици код Патаја у Стогодишњег рата енглеске трупе које су се повлачиле после неуспеле опсаде Орлеана.

## Смрти
- Википедија:Непознат датум — Свети Кирил Бјелозерски - хришћански светитељ.